# Byuyuk-Dakhne
Byuyuk-Dakhne (ryska: Беюк_дахна) är en ort i Azerbajdzjan.   Den ligger i distriktet Şəki Rayonu, i den centrala delen av landet, 240 km väster om huvudstaden Baku. Byuyuk-Dakhne ligger 189 meter över havet och antalet invånare är 5 255.
Terrängen runt Byuyuk-Dakhne är kuperad åt nordost, men åt sydväst är den platt. Närmaste större samhälle är Kichik-Dekhna, 3,7 km nordväst om Byuyuk-Dakhne. 
Trakten runt Byuyuk-Dakhne består till största delen av jordbruksmark. Runt Byuyuk-Dakhne är det ganska glesbefolkat, med 38 invånare per kvadratkilometer.